# Suluova
Suluova est une ville et un district de la province d'Amasya dans la région de la mer Noire en Turquie.

## Personnalités
Mahmut Demir (1970-), lutteur turc, champion olympique.